# 斑點施氏油鯰
斑點施氏油鯰，為輻鰭魚綱鯰形目長鬚鯰科的其中一種，分布於南美洲巴拉那河及烏拉圭河流域，體長可達69.7公分，棲息在河川底水域，屬肉食性，生活習性不明。

## 擴展閱讀
維基物種上的相關：斑點施氏油鯰